# Ansamblul urban I, Timișoara
Ansamblul urban I este o zonă din cartierul Elisabetin al Timișoarei, declarată monument istoric, având codul LMI TM-II-a-B-06104. Este cea mai veche zonă a maierelor germane și valahe.

## Istoric

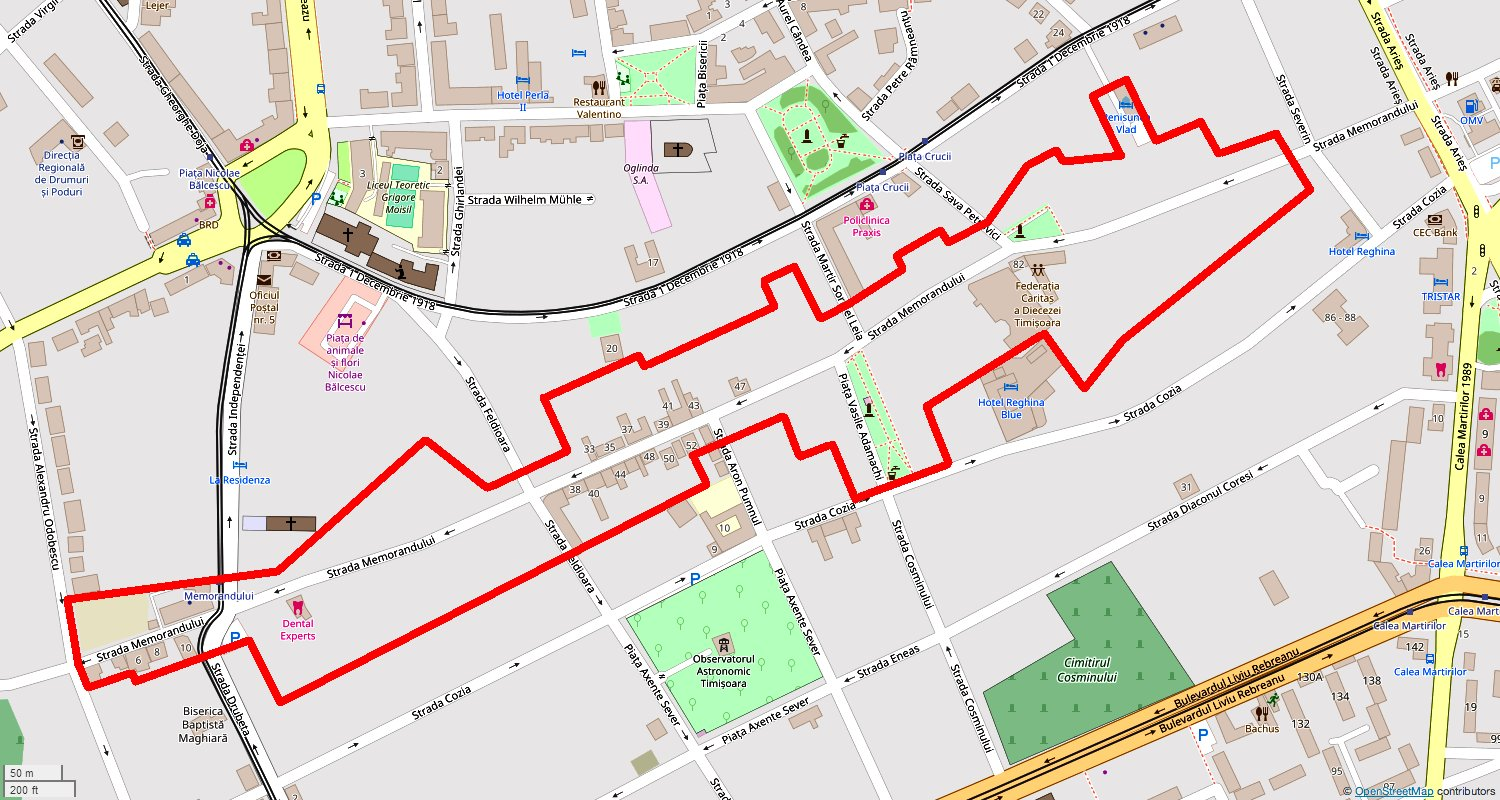
Localizarea și limitele ansamblului

După cucerirea în 1716 a Cetății Timișoara de către habsburgi, zona intra muros urma să fie rezervată pentru clădiri, iar în jurul zidurilor urma să fie lăsată o zonă Non Aedificandi până la o distanță de 500 de stânjeni (948 m). Cei care doreau să practice activități agricole trebuiau să se stabilească în afara zonei. Deja la 26 aprilie 1721 iezuiții au organizat o procesiune prin grădinile (maierele) din zonă pentru sfințirea culturilor. Totuși, pe hărțile din 1734 zona apare ca nefiind locuită, arh. Mihai Opriș presupune că din cauză că eventualele construcții nu erau construite cu aprobarea autorităților. Primele clădiri apar pe hărțile din 1750, zona fiind numită Alte Mayerhoff (ulterior, în limba maghiară Régi Majorok iar în limba română Maierele Vechi). Denumirea de „Maierele Vechi” se referea la faptul că în 1744 s-au aprobat noi locuri pentru rezidențe și grădini, într-o zonă numită „Maierele Noi”, din care s-a dezvoltat cartierul Iosefin.
Inițial suburbia, locuită în general de germani, s-a dezvoltat dezordonat, cu parcele foarte mari, de formă neregulată. Ulterior, în a doua jumătate a secolului al XVIII-lea, spre est s-au trasat planuri similare satelor sistematizate, cu parcele dreptunghiulare, mai mici, de circa 700 m2, unde s-au așezat în special români. Această zonă s-a numit Wallachische Mayerhöfe (ulterior în limba maghiară Oláh Majorok, iar în limba română Maierele Valahe), cea din vest fiind referită drept Deutsche Mayerhöfe (ulterior în limba maghiară Német Majorok, iar în limba română Maierele Germane). Până în 1867 zona a fost sistematizată, s-au trasat străzile, iar în Maierele Germane parcelele au fost reduse. Ulterior zona s-a estins spre nord, spre cetate, și spre nord-vest, unindu-se cu cartierul Iosefin. Din 1896 cartierul a primit numele de „Elisabetin”, în onoarea Elisabetei, împărăteasa Austriei și regina Ungariei.

## Descriere
Ansamblul este format din clădirile situate pe strada Memorandumului, (în nomenclatura din secolul al XIX-lea maghiară Király utca, română Strada Regelui) între nr. 1–95 (numere impare) și 2–114 (numere pare), piața Vasile Adamachi, fostă Piața Hunedoara (în nomenclatura din secolul al XIX-lea maghiară Király tér, română Piața Regelui) nr. 1–3, str. Sava Petrovici (în nomenclatura din secolul al XIX-lea maghiară Galamb utca, română Strada Porumbelului) nr. 5, str. Martir Sorinel Leia (în nomenclatura din secolul al XIX-lea maghiară Iskola utca, română Strada Școlii) nr. 5, 5A, 7 și 8, str. Independenței (în nomenclatura din secolul al XIX-lea maghiară Korona utca, română Strada Coroanei) nr. 2 și 8 și str. Feldioara (în nomenclatura din secolul al XIX-lea maghiară Kazinczy utca,) nr. 11 și 14.
Clădirile construite în secolul al XIX-lea sunt realizate în stil baroc provincial. Puține din ele, construite sau refăcute la începutul secolului al XX-lea sunt în stil Art Nouveau.

Clădiri din diferite stiluri
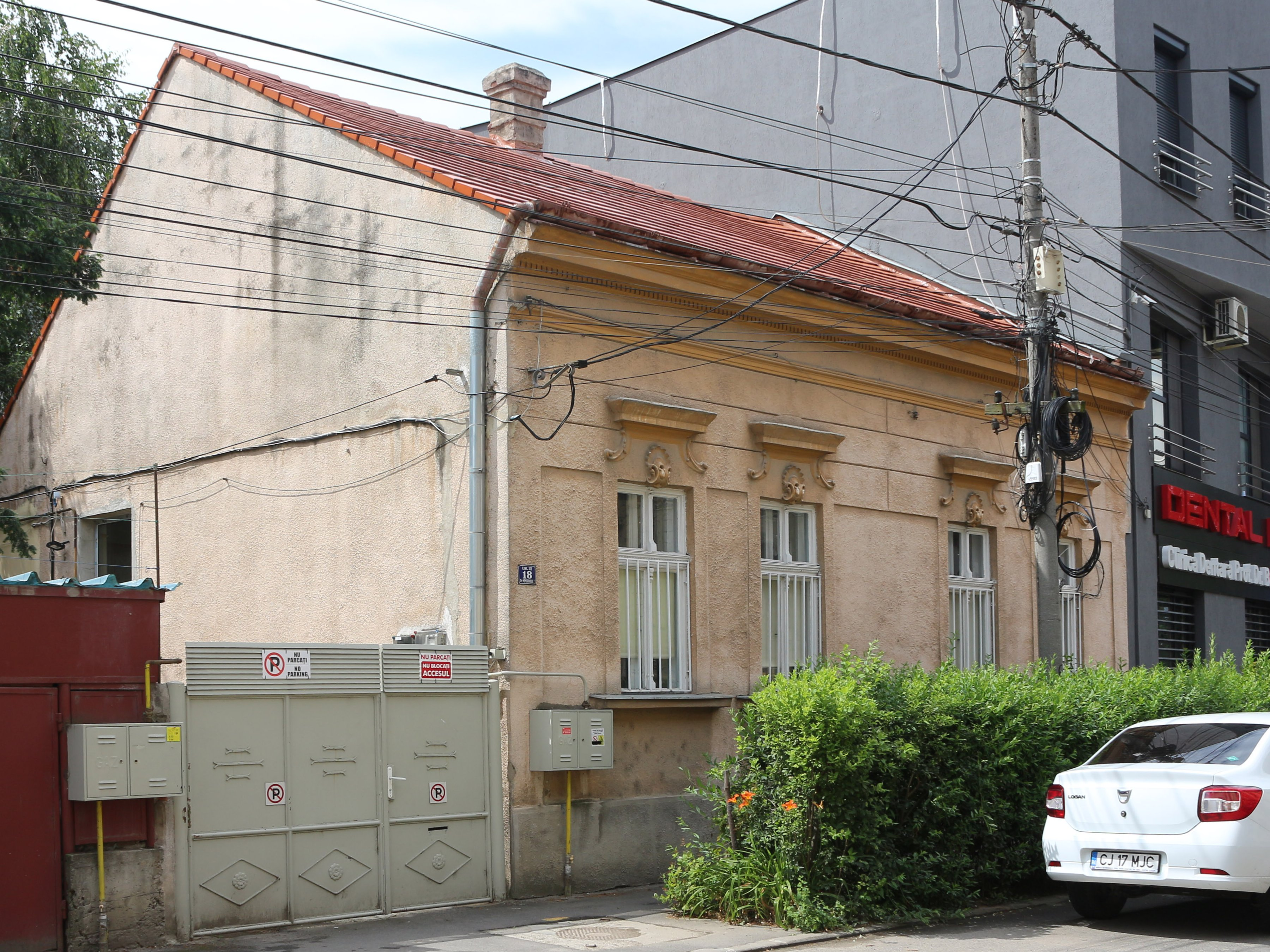
Memorandului nr. 18: stil baroc provincial, condiție relativ bună
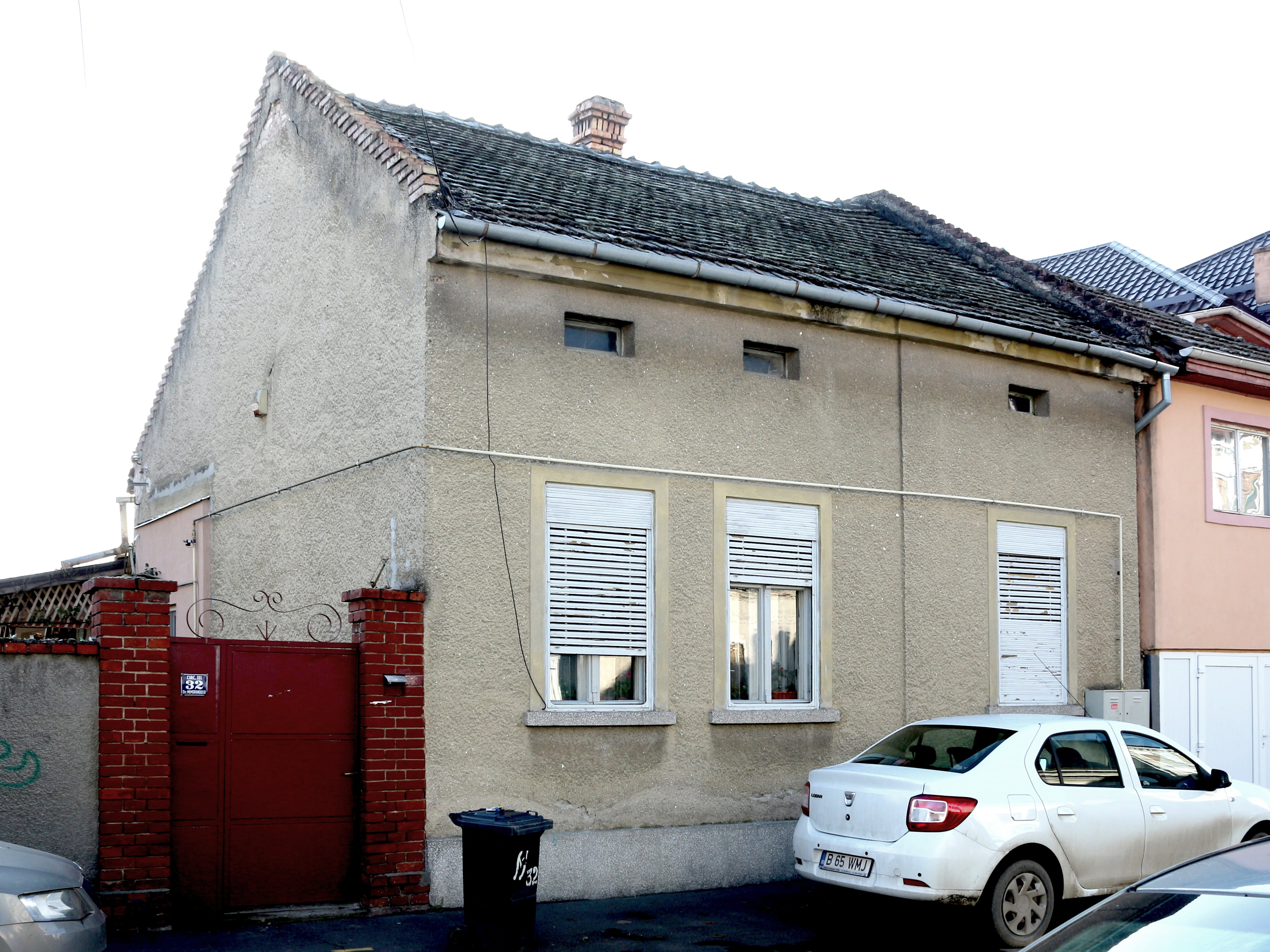
Memorandului nr. 32: stil baroc provincial, condiție relativ bună
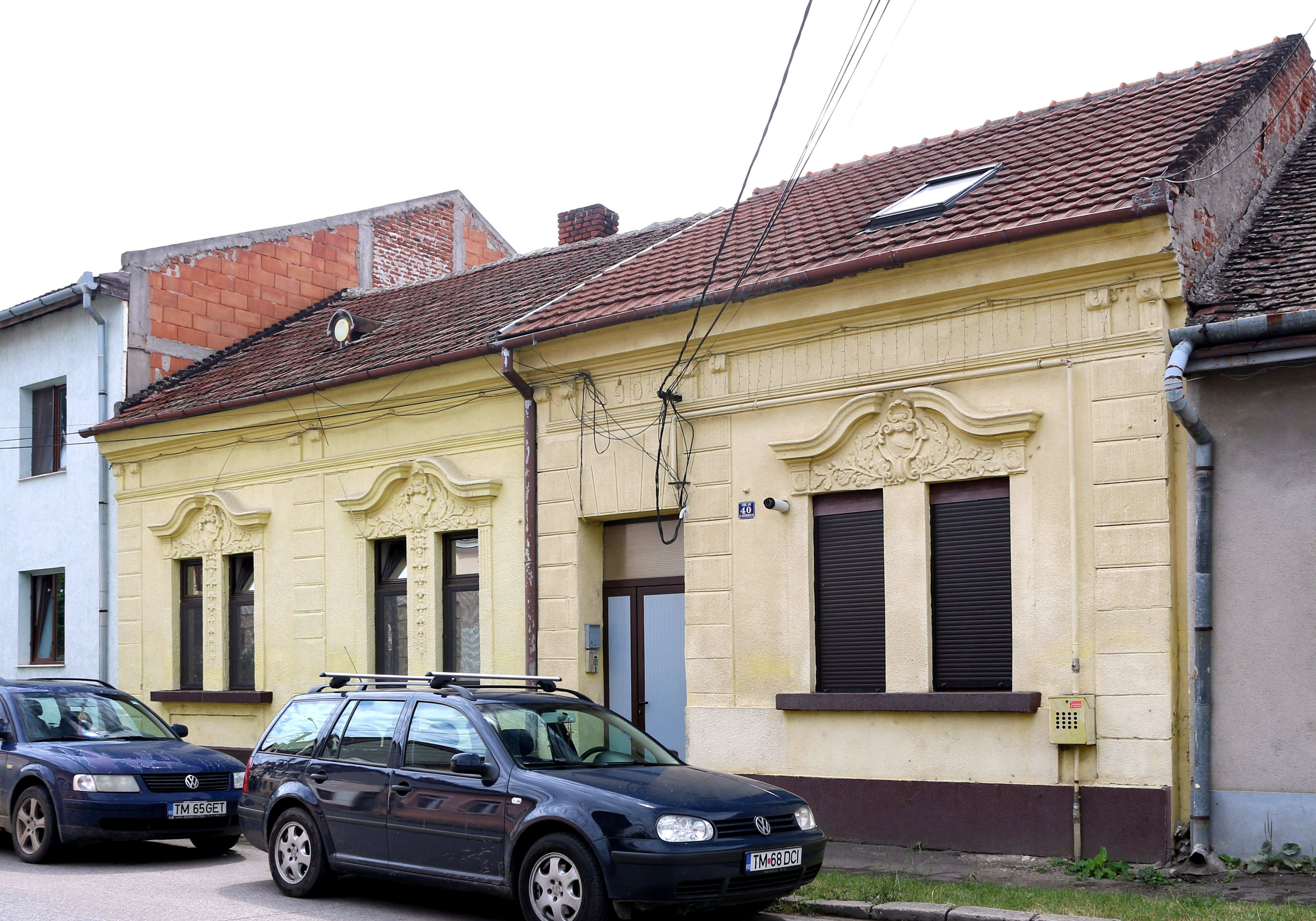
Memorandului nr. 40: stil baroc provincial cu decorațiuni Art Nouveau
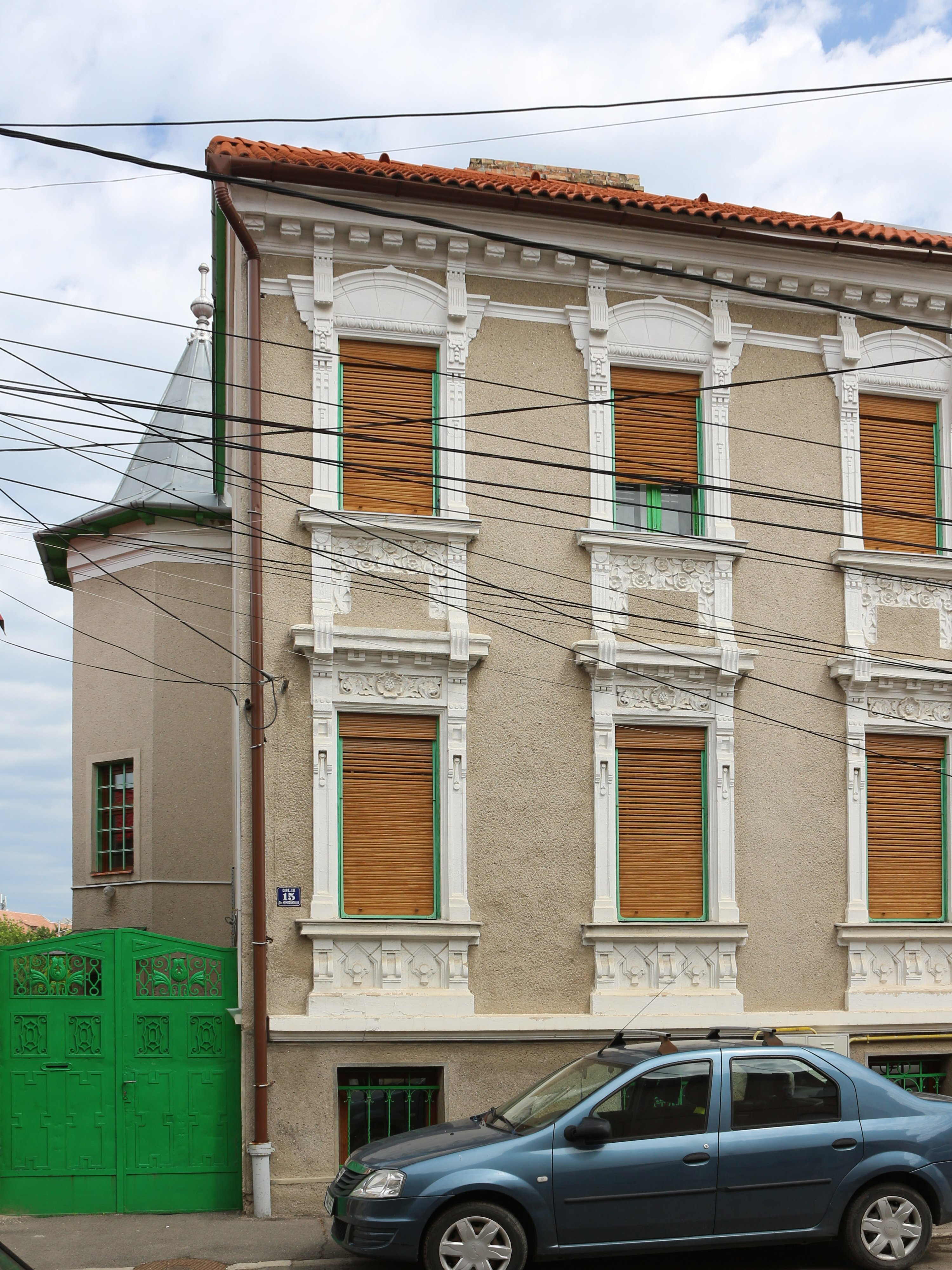
Memorandului nr. 15, stil Art Nouveau (c. 1900)
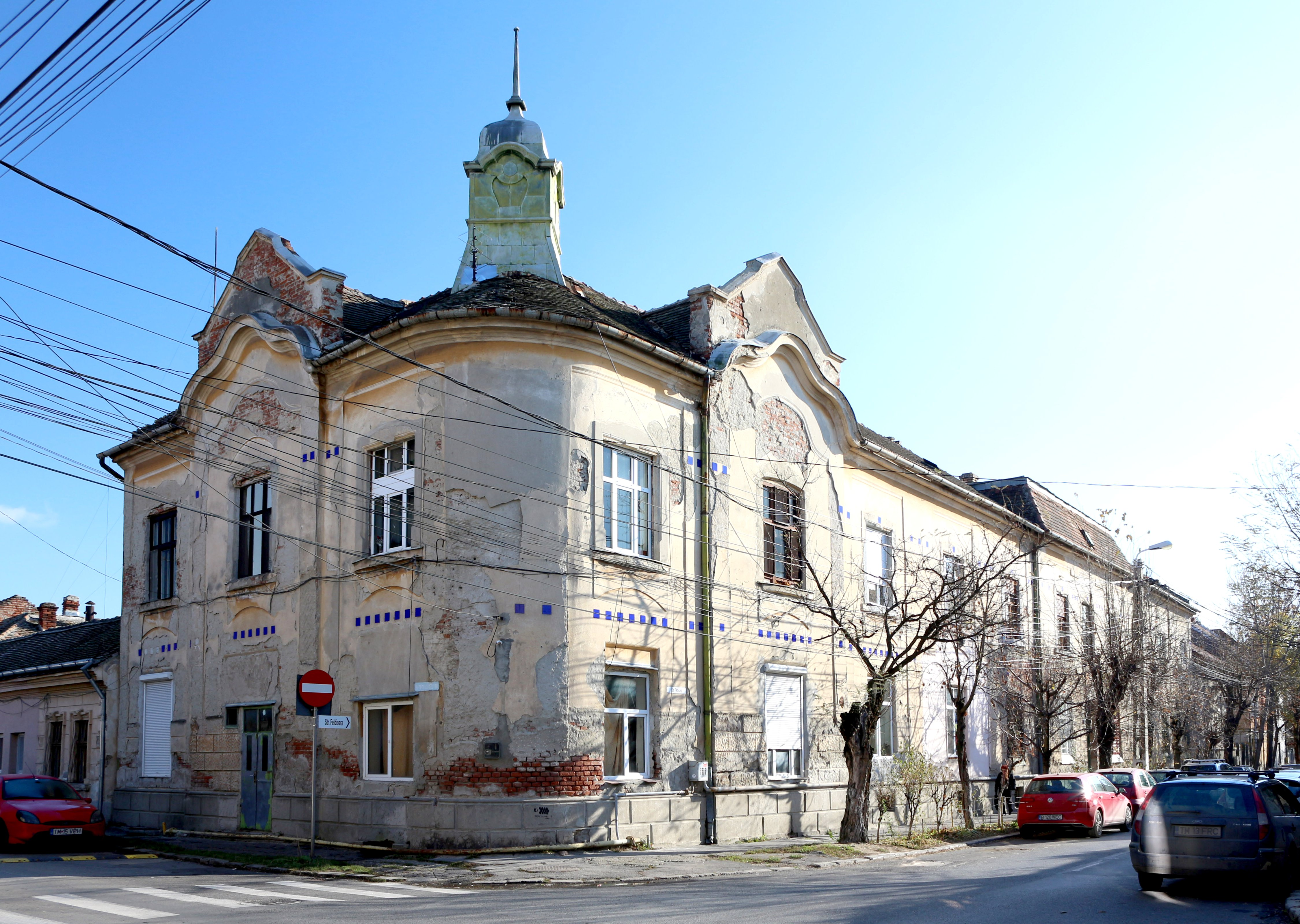
Feldioara nr. 11, colț cu Memorandului: stil Art Nouveau (c. 1900)
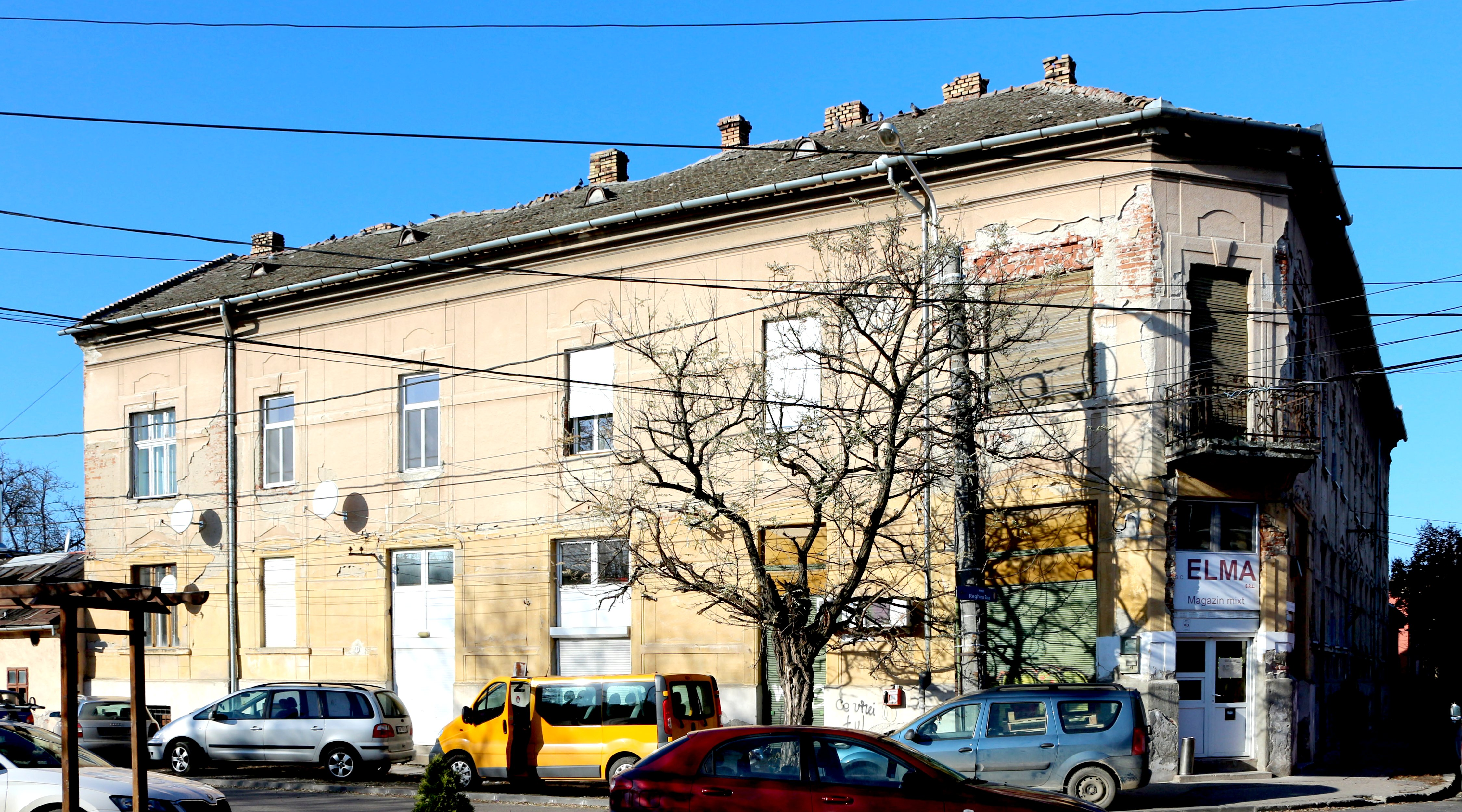
Martir Sorinel Leia nr. 8, colț cu Memorandului: stil eclectic (c. 1900)

## Evoluție
În secolul al XXI-lea multe case fără etaj amplasate pe latura lungă a parcelei, cu fronton pe fațadă (case vagon, case șvăbești) tipice aspectului rural al zonei au fost înlocuite cu case cu etaj, ca urmare caracterul istoric a dispărut, ansamblul căpătând un aspect de dispersare urbană⁠(d).
În 2015 primăria Timișoarei a realizat un studiu privind starea clădirilor din cartierele Iosefin și Elisabetin incluse în Lista Monumentelor Istorice în funcție de aspectul lor la stradă. Studiul a constatat că în 2015 doar 20 % din clădiri erau complet reabilitate (fațada și acoperișul), 16 % erau parțial reabilitate (sau doar fațada, sau doar acoperișul), 60 % erau nereabilitate, iar 4 % erau în stare de ruină. S-a mai constatat că multe imobile au fost reabilitate într-un mod care contravine normelor de estetică arhitecturală și ambientală și reglementărilor pentru zone istorice protejate, cum ar fi tencuială în mai multe culori, cromatică stridentă, materiale diferite de cele din epoca construcției (pvc, țiglă metalică), modificări exagerate ale volumetriei.

Clădiri neconfome normelor arhitecturale și peisagistice
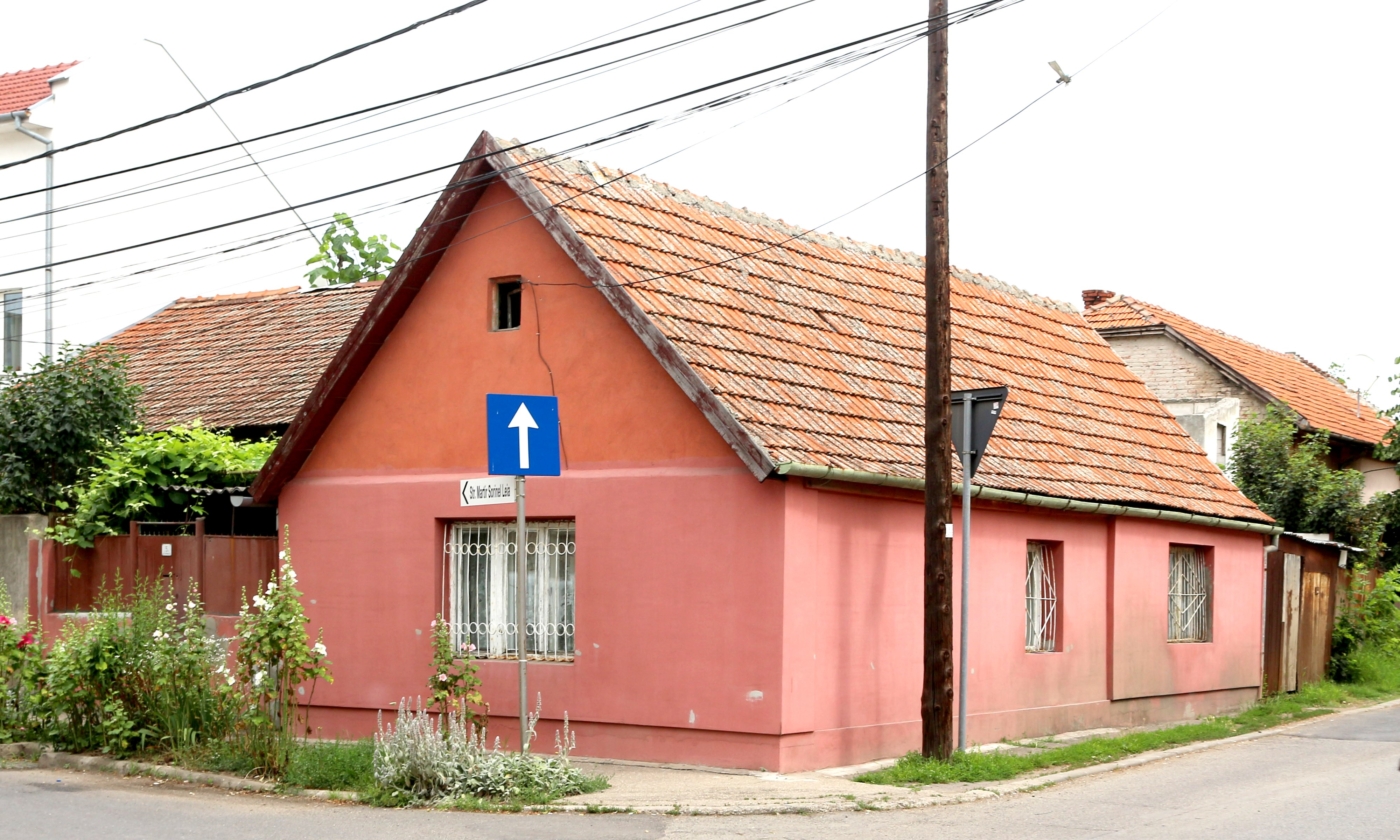
Martir Sorinel Leia nr. 5, colț cu Memorandului: culoare stridentă
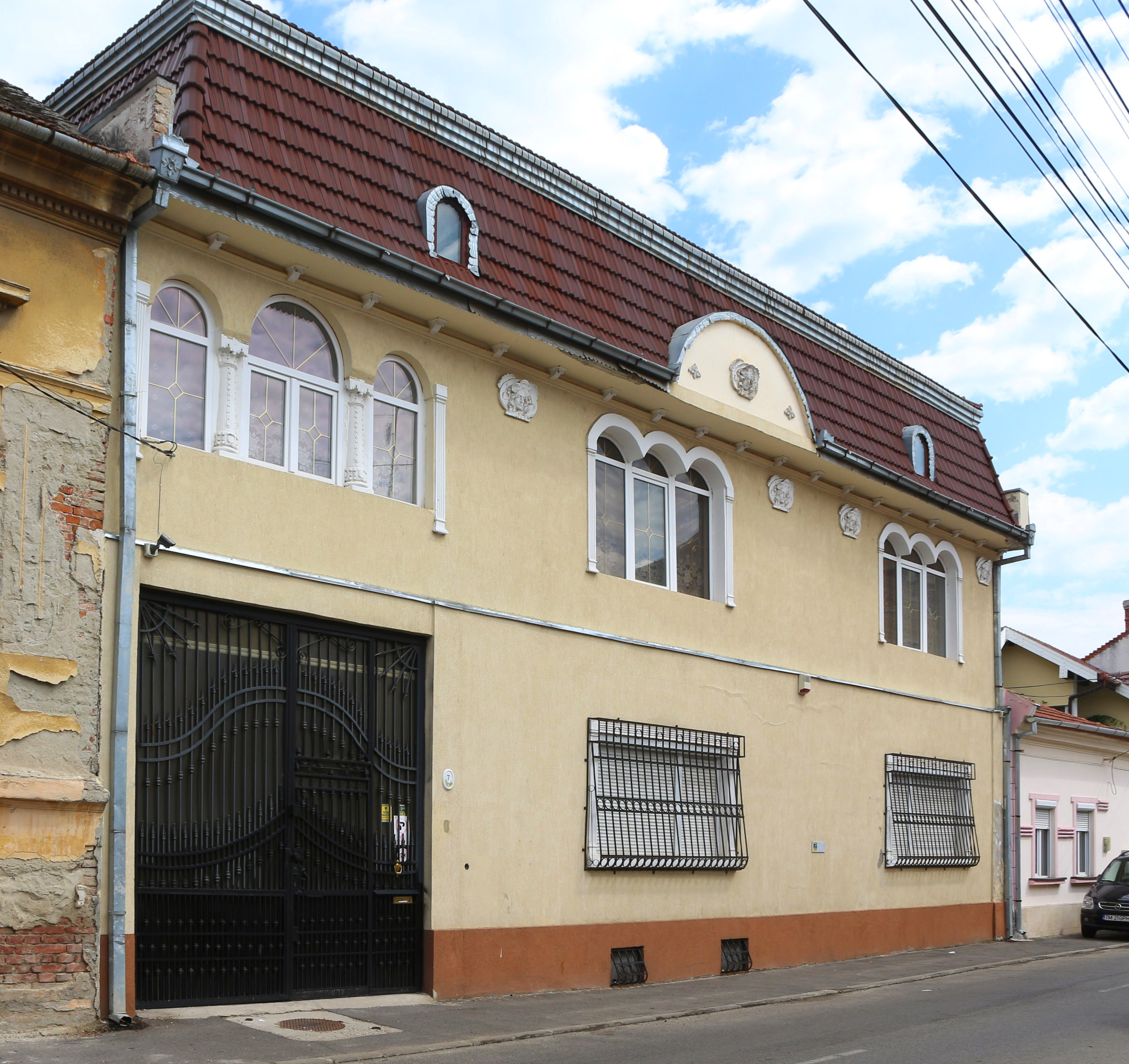
Memorandului nr. 7: volumetrie schimbată, contrastând cu vecinătățile
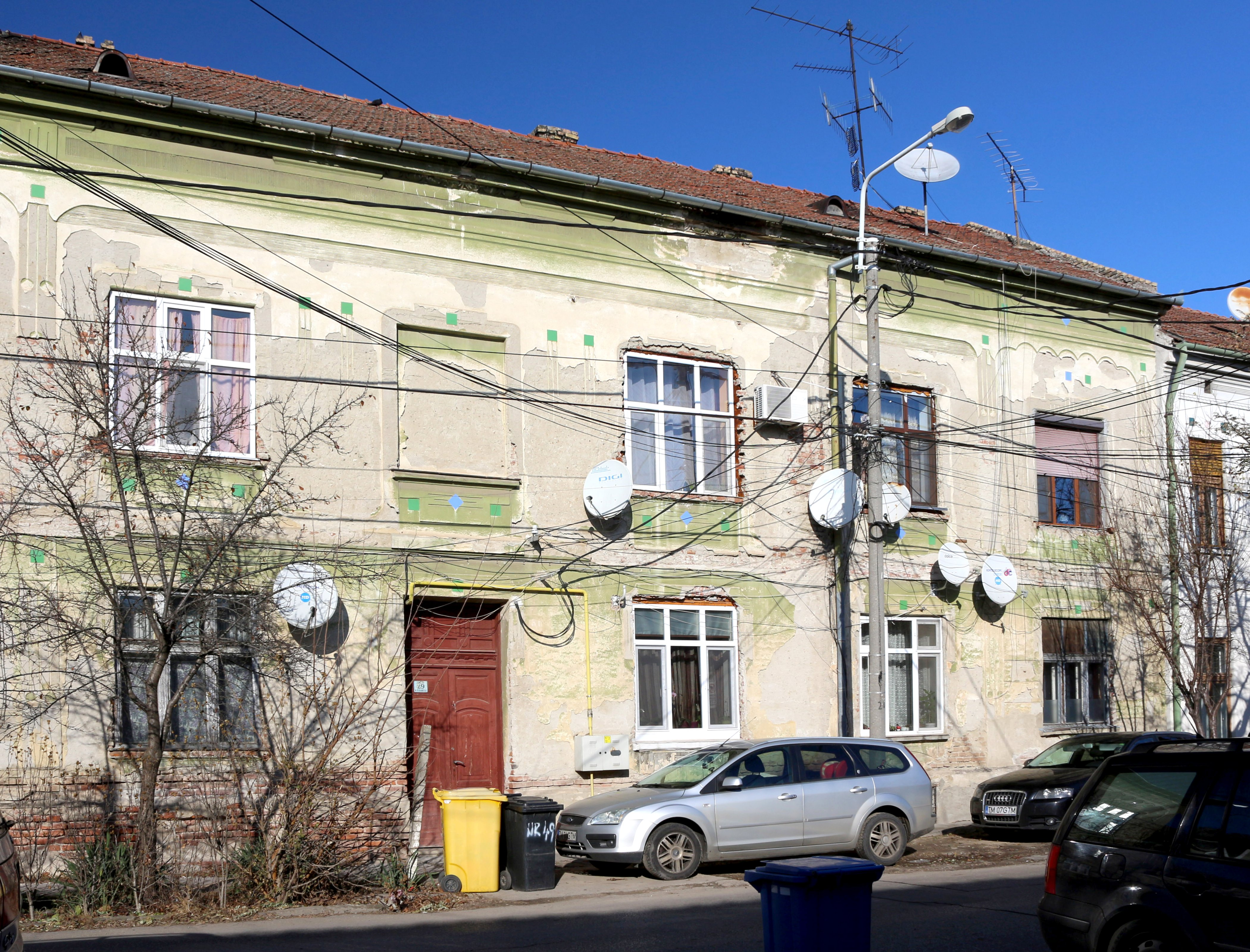
Memorandului nr. 29: antene parabolice montate direct pe fațadă
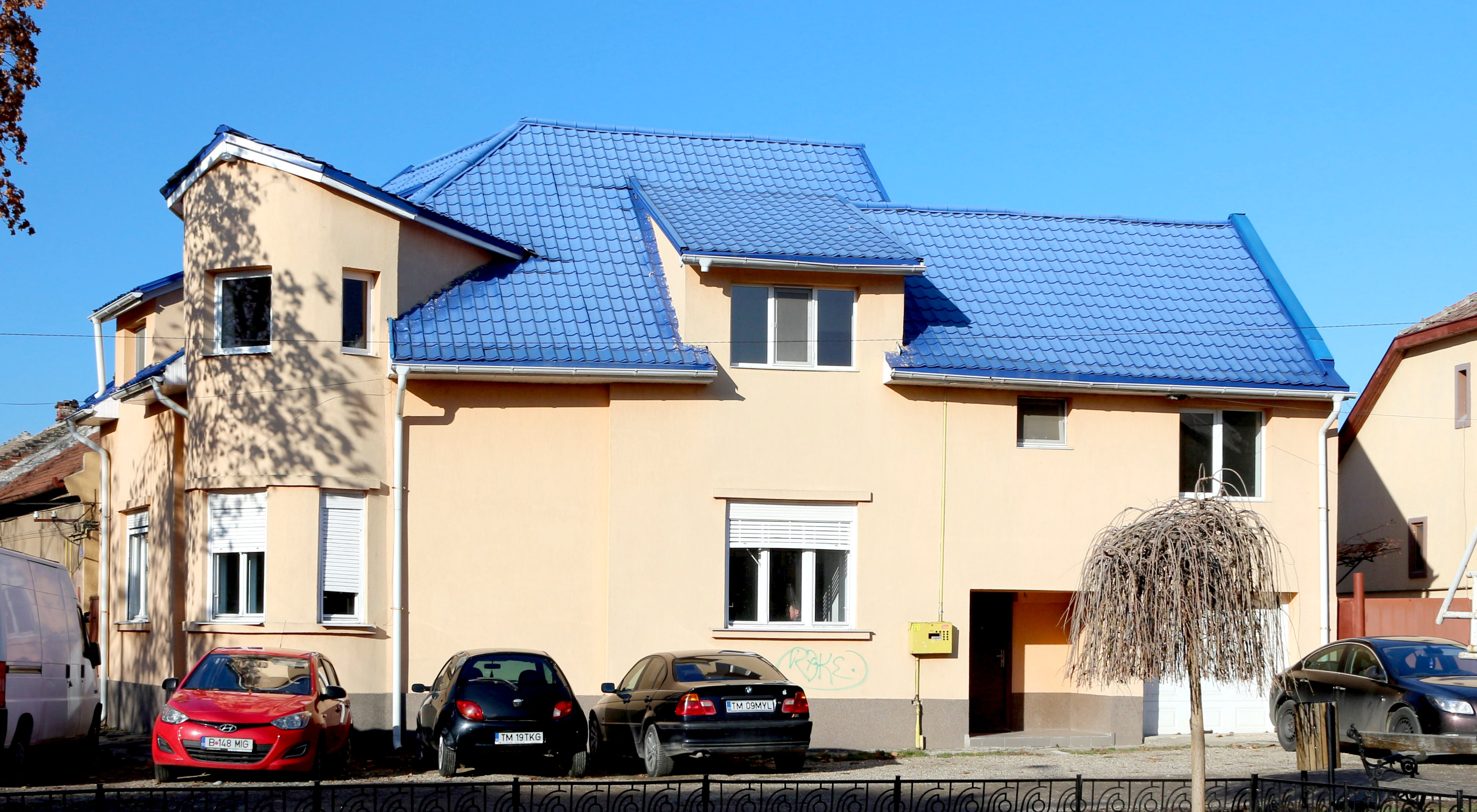
Memorandului nr. 63A: volumetrie contrastantă cu vecinătățile, țiglă albastră
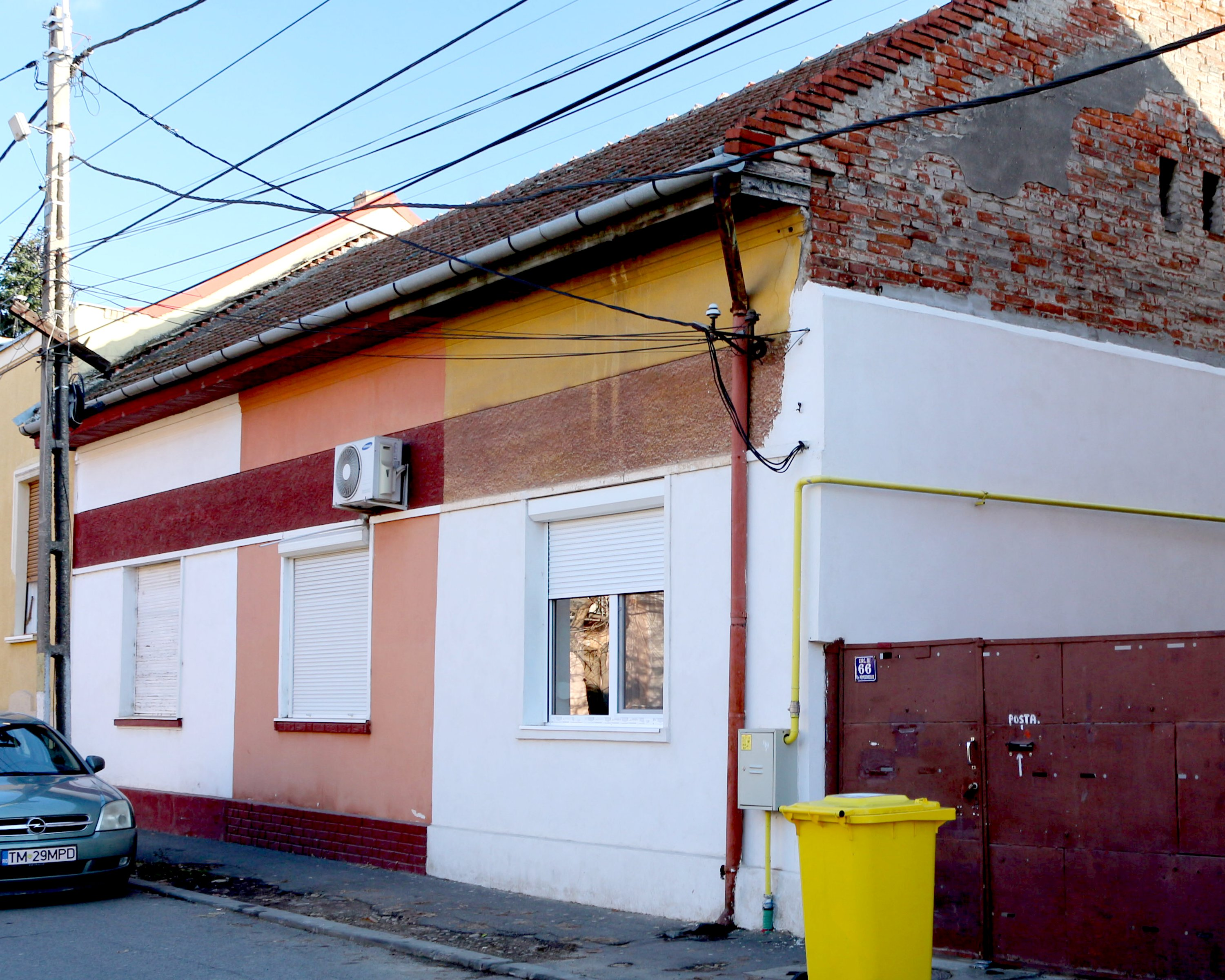
Memorandului nr. 66: tencuieli policrome dezordonate
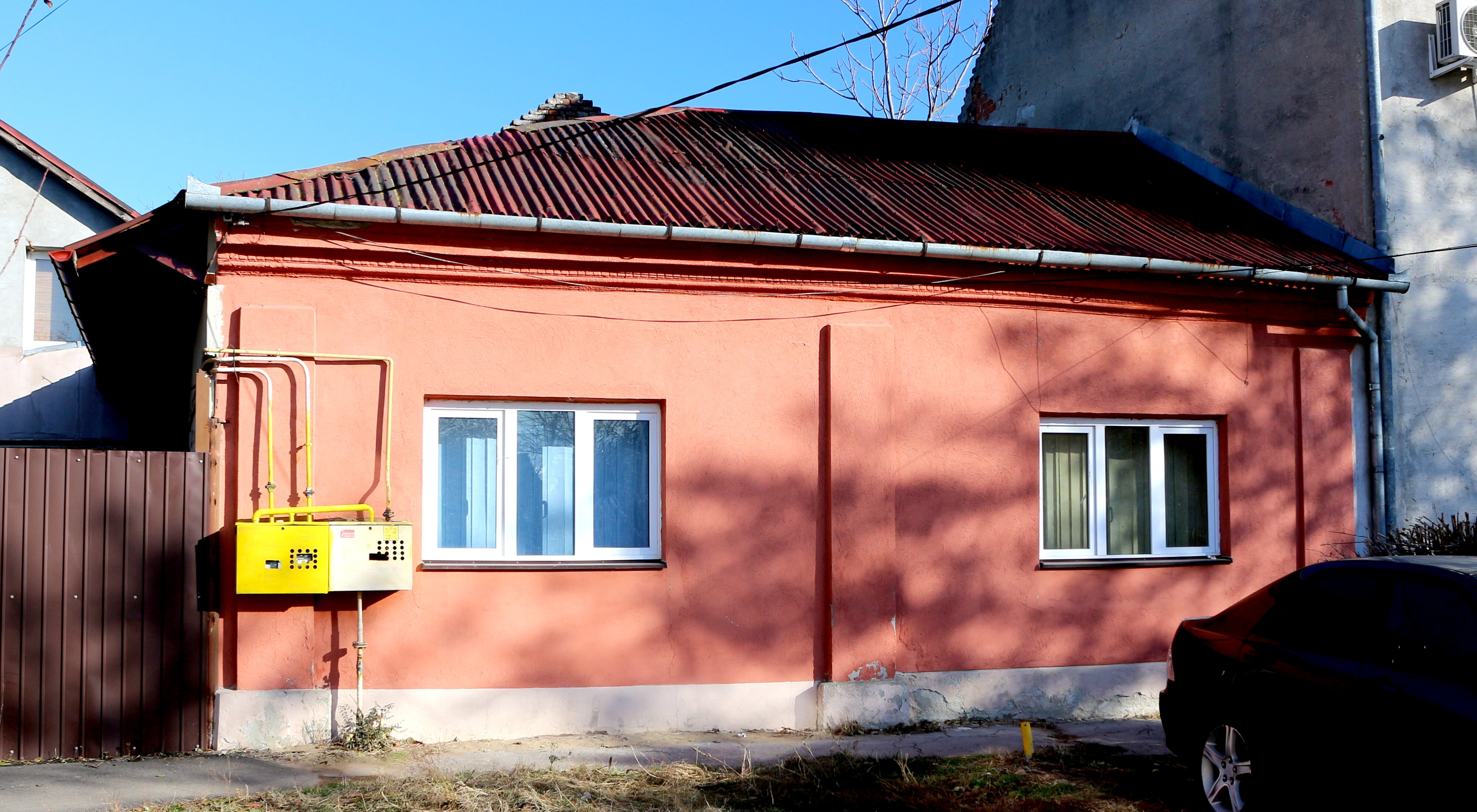
Memorandului nr. 67, culoare stridentă
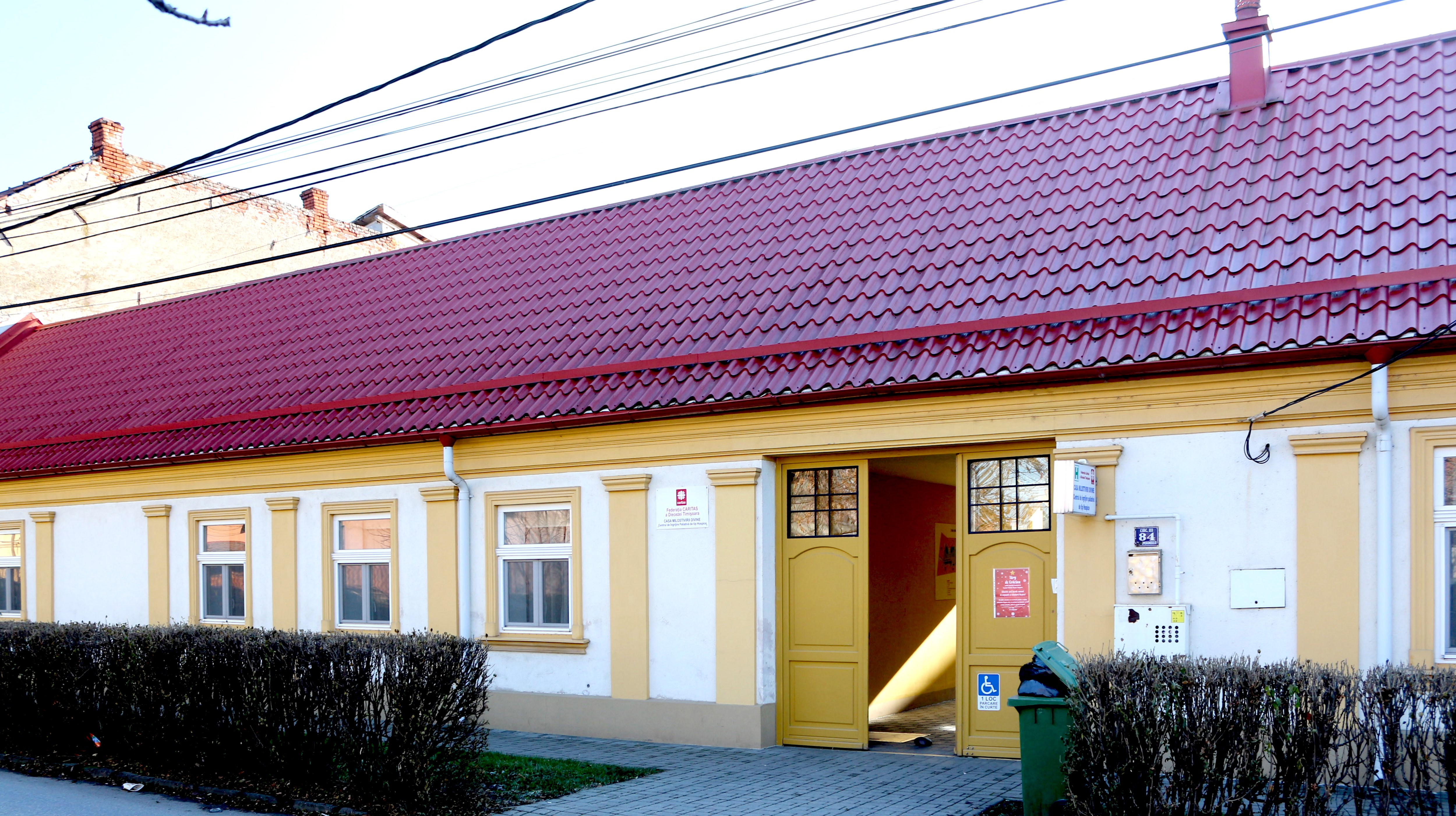
Memorandului nr. 84: țiglă metalică

Clădiri ruinate, nelocuite
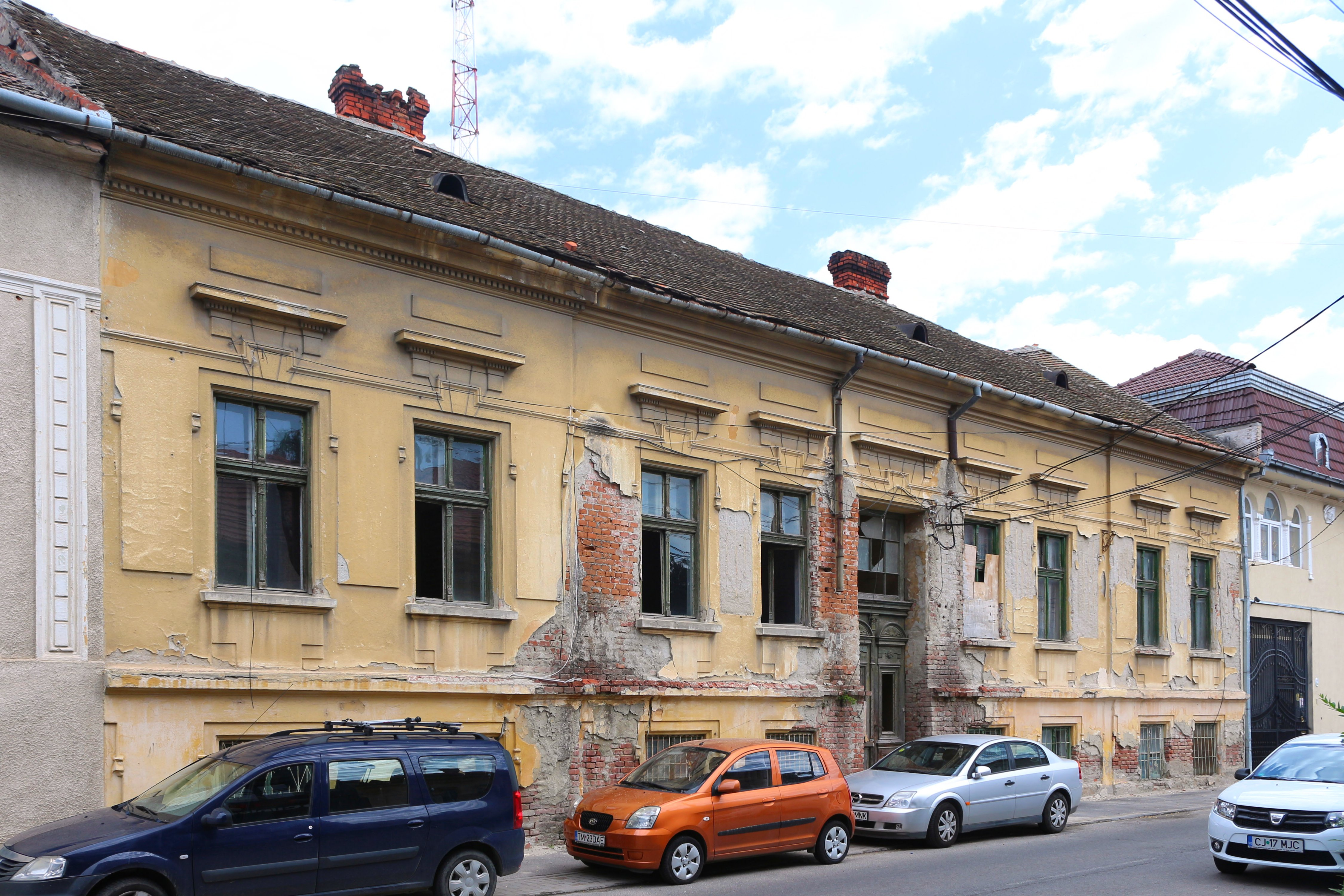
Memorandului nr. 5
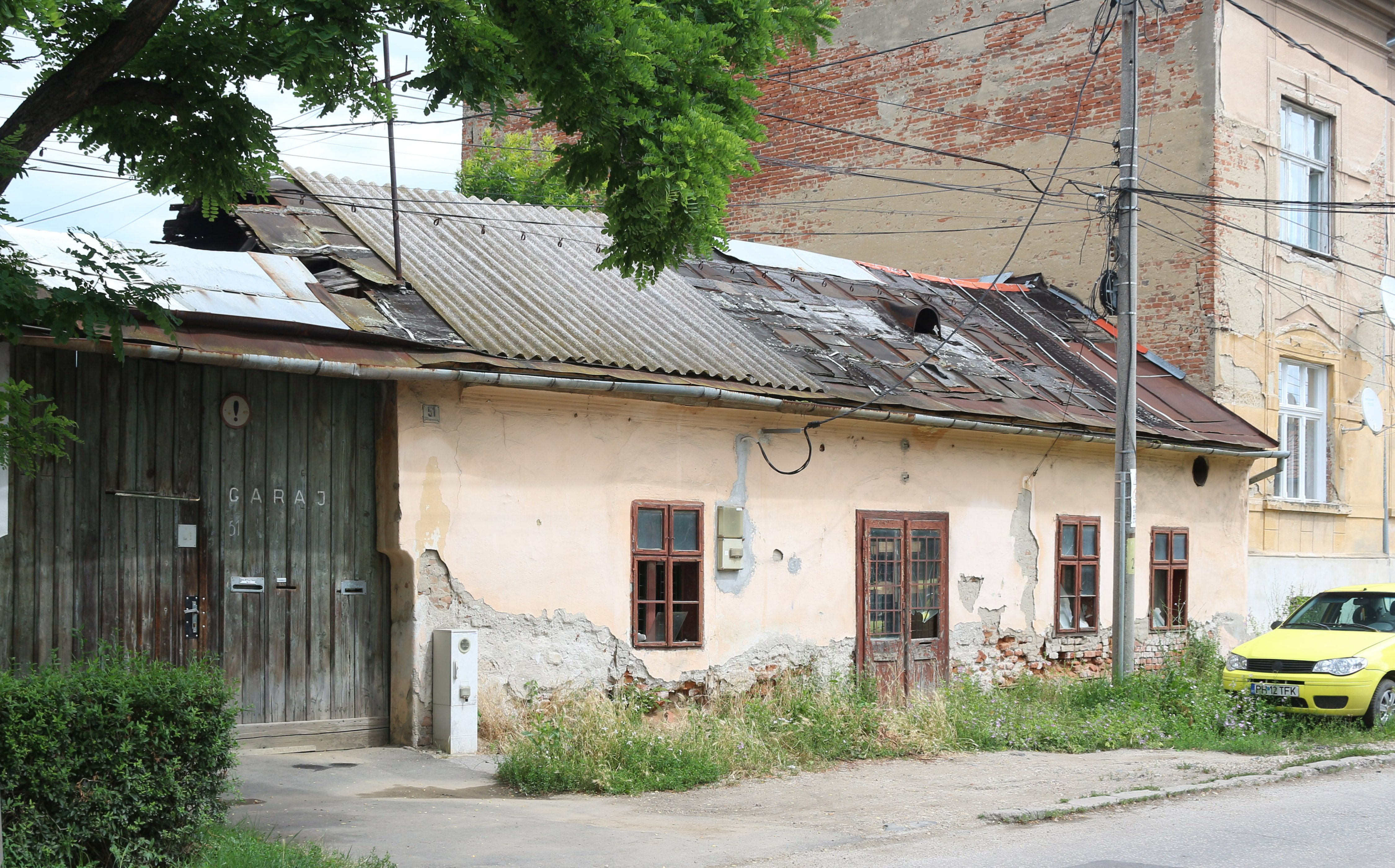
Memorandului nr. 51